# Prisão de Rodrigo Duterte
Em 11 de março de 2025, o ex-presidente filipino Rodrigo Duterte foi preso pela Polícia Nacional das Filipinas e pela Interpol com base em um mandado do Tribunal Penal Internacional (TPI), que o acusava de crimes contra a humanidade relacionados à guerra às drogas no país. Duterte chegou ao Aeroporto Internacional Ninoy Aquino, na Grande Manila, em 11 de março, após participar de um comício político em Hong Kong. Após a execução do mandado, Duterte foi transferido para a Base Aérea de Villamor e está atualmente sendo transportado para Haia, Holanda.
Duterte foi indiciado por crimes contra a humanidade, incluindo execuções extrajudiciais durante seu mandato como prefeito da cidade de Davao e como presidente das Filipinas, até a retirada do país do Estatuto de Roma em 2019. Ele é o quarto presidente filipino a ser indiciado e preso, depois de Jose P. Laurel em 1945, Joseph Estrada em 2001 e Gloria Macapagal Arroyo em 2011. Além disso, é o primeiro presidente filipino a enfrentar um tribunal internacional e o primeiro líder asiático a ser julgado pelo TPI.

## Antecedentes

### Abertura da investigação do TPI
Rodrigo Duterte foi alvo de uma investigação do Tribunal Penal Internacional por supostos crimes contra a humanidade. A investigação incluiu suas ligações ao Esquadrão da Morte de Davao, que se estima ter matado pelo menos mil pessoas desde a década de 1990, bem como relatos de execuções extrajudiciais de supostos traficantes e usuários de drogas durante sua presidência. A apuração abrangeu o período até 2019, quando as Filipinas se retiraram do TPI sob o governo de Duterte.
Em 2017, o advogado filipino Jude Sabio apresentou ao Tribunal Penal Internacional um documento de 77 páginas intitulado "A Situação dos Homicídios em Massa nas Filipinas", no qual acusava o presidente Duterte e outros 11 funcionários de homicídios em massa e crimes contra a humanidade. Da mesma forma, o então senador Antonio Trillanes e os membros da Lista do Partido Magdalo liderada pelo então representante Gary Alejano apresentaram uma queixa suplementar de 45 páginas solicitando acusações de crimes contra a humanidade ao processo anterior de Sabio.
A jurisdição do Tribunal Penal Internacional (TPI) sobre as Filipinas será limitada ao período em que o país foi um Estado-Parte do Estatuto de Roma, de 1º de novembro de 2011 a 16 de março de 2019. Isso inclui quase três anos da presidência de Duterte, período em que a guerra às drogas no país atingiu seu auge. Em uma decisão de 2021, o Supremo Tribunal das Filipinas comentou sobre a retirada do país do Estatuto de Roma e declarou que as Filipinas ainda têm a obrigação de cooperar com os procedimentos do TPI.

### Clima durante a presidência de Bongbong Marcos
Sob a administração do presidente Bongbong Marcos, o governo manteve sua posição de não cooperação com a investigação. No entanto, em 2024, declarou que não poderia impedir os investigadores de agirem de forma independente. Em novembro de 2024, ao reafirmar a sua posição no TPI, o governo filipino declarou que entregaria Duterte se ele fosse indiciado, citando a sua obrigação para com a Interpol.

### Emissão do mandado
A Câmara de Pré-Julgamento I do Tribunal Penal Internacional (TPI) emitiu um mandado de prisão em 7 de março de 2025, em Haia, assinado pela juíza presidente Iulia Motoc e pelas juízas Reine Alapini-Gansou e Socorro Flores Liera. O TPI entrou em contato com a Interpol para a execução do mandado. O documento foi reclassificado de “secreto” para “público” em 11 de março. O mandado foi confirmado em comunicado de imprensa pelo Gabinete de Comunicações Presidenciais horas após a sua execução.
Em uma coletiva de imprensa subsequente, minutos após a partida do avião com destino à Holanda, o presidente Bongbong Marcos declarou que o mandado havia sido enviado ao Gabinete do Presidente das Filipinas pelo escritório da Interpol em Manila por volta das 03:00 PHT (UTC+08:00) de 11 de março de 2025. Ele afirmou que o mandado foi cumprido em coordenação com a Polícia Nacional das Filipinas, que agiu em colaboração com a Interpol, e não diretamente com o TPI, do qual as Filipinas já não faziam parte.

### Comício do PDP de Hong Kong
No dia 7 de março, Rodrigo Duterte viajou para Hong Kong para participar de um comício do Partido Demokratiko Pilipino (PDP) e fazer campanha para a lista de candidatos ao Senado. Sua filha, a vice-presidente Sara Duterte, juntou-se a ele posteriormente, viajando para Hong Kong para participar da manifestação.
Em 8 de março, Duterte foi visto em Causeway Bay em meio a rumores de que o Tribunal Penal Internacional havia emitido um mandado de prisão para o ex-presidente, de acordo com um relatório do jornal inglês The Standard, sediado em Hong Kong. O governo filipino não confirmou na época se um mandado de prisão foi emitido pelo TPI, mas divulgou uma declaração de que se "a Interpol solicitar a assistência necessária do governo, ele é obrigada a seguir" e que "o governo está preparado para qualquer eventualidade".
De 10 de março até a manhã de 11 de março, centenas de policiais foram mobilizados no Aeroporto Internacional Francisco Bangoy, na cidade de Davao, na Zona Franca Clark, em Pampanga, e na área metropolitana de Manila, em preparação para uma possível prisão de alguém de alto perfil, mas não identificado. Foi amplamente especulado que o alvo da mobilização policial era Duterte, que estava prestes a voltar às Filipinas vindo de Hong Kong.
Houve rumores de que Duterte havia buscado asilo político na China. No entanto, Sara Duterte insistiu que o seu pai não esteve em contato com autoridades chinesas durante a sua estadia.

### Prisão
Em 11 de março, a polícia foi mobilizada no Aeroporto Internacional Ninoy Aquino em antecipação à chegada de Duterte. Ele chegou às 09:20 PHT ( UTC+08:00 ) a bordo do voo 907 da Cathay Pacific e foi preso na chegada. O general reformado Anthony Alcantara, diretor executivo do Centro Filipino sobre Crimes Transnacionais (PCTC) e Enviado Especial sobre Crimes Transnacionais, cumpriu o mandado em nome do Procurador-Geral do Departamento de Justiça. Os advogados, assistentes e médicos de Duterte foram impedidos de se aproximarem dele quando ele foi levado sob custódia policial.
Sua companheira doméstica, Honeylet Avanceña, tentou impedir Duterte de ir com as autoridades. Entretanto, a sua filha Veronica transmitiu em directo na sua página do Instagram enquanto a Polícia Nacional das Filipinas e o Grupo de Investigação e Detecção Criminal cumprimentavam os Dutertes e o prendiam. Verônica chamou a polícia de "abusiva" e disse que eles não tinham mandado. A sua filha mais velha e vice-presidente Sara Duterte, divulgou uma declaração de que a detenção do seu pai era "uma afronta flagrante à nossa soberania e um insulto a todos os filipinos que acreditam na independência da nossa nação".
A Polícia Nacional das Filipinas orientou as suas unidades regionais e o seu apoio nacional para que estivessem em alerta máximo, a partir de 11 de março, em preparação para possíveis protestos e distúrbios civis que possam surgir após a detenção de Duterte.

### Detenção e transferência para Haia
Após sua prisão, Duterte foi levado e detido na Base Aérea de Villamor. Mais tarde, ele recebeu uma pizza de seu assessor de longa data, o senador Bong Go, e de sua médica de longa data, Agnes del Rosario. Go afirmou que foi a pedido de Duterte e de sua filha Verônica.
O filho de Duterte e prefeito da cidade de Davao, Sebastian Duterte, alegou no Facebook que seu pai estava tendo atendimento médico negado enquanto estava sob custódia e que o governo está tentando fazê-lo embarcar em um avião sem revelar o destino. O governo filipino afirma que Duterte está em boas condições.
Às 23:03 PHT (UTC+08:00), um jato Gulfstream G550 fretado pelo governo, registrado como RP-C5219 e alugado do Gabinete do Presidente das Filipinas, transportando Duterte junto com seu consultor jurídico Salvador Medialdea e seu partido, partiu de Manila. O jato voou para o Aeroporto Internacional Al Maktoum, em Dubai, para uma escala e pousou no Aeroporto de Roterdã, na Holanda, às 16h54, horário local, do dia seguinte. Duterte deverá ser levado a julgamento em Haia para ser acusado de crimes contra a humanidade no Tribunal Penal Internacional e, posteriormente, permanecerá sob custódia para aguardar julgamento na seção do TPI da Unidade de Detenção das Nações Unidas.

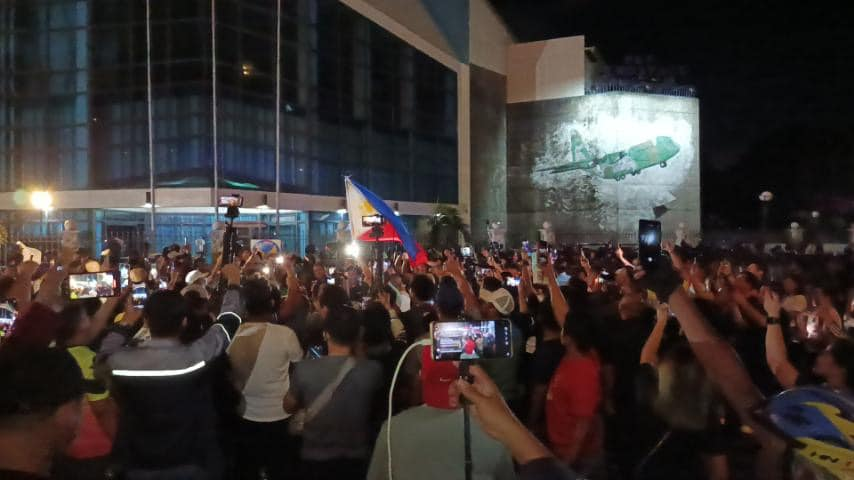
Apoiadores de Duterte protestam contra sua prisão do lado de fora da Base Aérea de Villamor em 11 de março de 2025

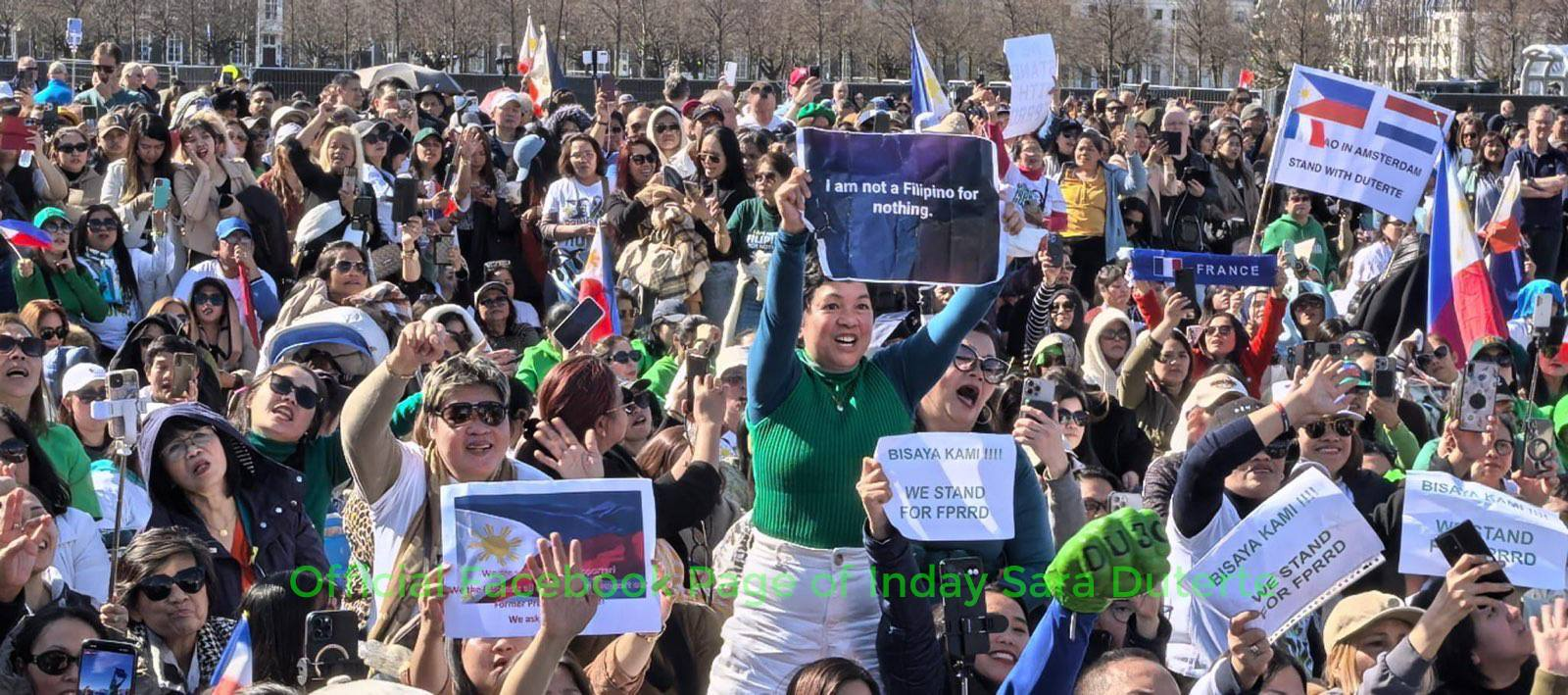
Mais de 5.000 apoiadores europeus se reúnem no Malieveld, em Haia, em 23 de março de 2025, para protestar contra a prisão de Rodrigo Duterte

Pessoas se reuniram do lado de fora dos portões da Base Aérea de Villamor, onde Duterte estava detido, protestando contra a prisão de Duterte enquanto criticavam o governo. Apoiadores de Duterte realizaram um comício à luz de velas no Parque Rizal, na cidade de Davao, que contou com a presença de centenas de pessoas, incluindo autoridades municipais.
Vários grupos progressistas liderados por Bagong Alyansang Makabayan, juntamente com familiares de vítimas de alegadas execuções extrajudiciais sob a administração de Duterte, organizaram um protesto na Welcome Rotonda em Quezon City para pedir a prisão de Duterte na tarde da sua detenção.

## Reações

### Ex-funcionários do governo Duterte e aliados
Salvador Panelo, ex-assessor jurídico-chefe da presidência e porta-voz presidencial de Rodrigo Duterte, criticou duramente a prisão de Duterte como "ilegal", já que as Filipinas não eram mais membros do TPI. A Suprema Corte, à qual ele responde como "funcionário do tribunal", havia decidido anteriormente que o país ainda era obrigado a cooperar com o TPI em relação aos eventos que ocorreram até o dia anterior à retirada se tornar efetiva.
A vice-presidente filipina e filha de Duterte, Sara Duterte, criticou o governo filipino ao anunciar que seu pai seria levado de avião para o Tribunal Penal Internacional.

### Defensores dos direitos humanos
A prisão foi recebida positivamente pelos familiares sobreviventes das vítimas. Neri Colmenares, que atua como advogado das vítimas, observou que a prisão é um acontecimento bem-vindo que "envia uma mensagem poderosa" e é um passo importante em direção à justiça para as vítimas.
A líder da oposição e ex-senadora Leila de Lima, que já foi presa e posteriormente absolvida das acusações de tráfico de drogas pelo governo Duterte, comemorou a prisão de Duterte. Ela também declarou: "...eu compareci perante os tribunais porque não tinha nada a esconder. Duterte agora tem que responder por suas ações, não no tribunal da opinião pública, mas perante o Estado de direito."
O ex-senador Antonio Trillanes IV, um importante crítico de Duterte, declarou que a prisão de Duterte foi "o primeiro passo para alcançar justiça para os milhares que foram mortos" e pediu a Duterte que "purificasse sua alma". Junto com membros do Lista do Partido Magdalo, Trillanes entrou com uma queixa criminal contra Duterte no ICC em 2017.
Agnès Callamard, secretária-geral da Anistia Internacional que anteriormente serviu como Relatora Especial sobre execuções extrajudiciais, sumárias ou arbitrárias no Conselho de Direitos Humanos das Nações Unidas, o que incluiu as suas próprias investigações nas Filipinas, chamou a prisão de Duterte "um passo monumental para a justiça".

### Internacional
- China – Em 11 de março, o porta-voz do Ministério das Relações Exteriores, Mao Ning, declarou que o TPI "deve seguir rigorosamente o princípio da complementaridade, exercer suas funções e poderes com prudência, de acordo com a lei, e evitar politização ou padrões duplos".[53]
- Nações Unidas – Em uma entrevista coletiva, a porta-voz do Alto Comissariado das Nações Unidas para os Direitos Humanos, Ravina Shamdasani, declarou que eles "há muito documentam os graves impactos nos direitos humanos da chamada guerra às drogas nas Filipinas".[54]